# Saison 17 de La France a un incroyable talent
 (octobre 2022).
Si vous disposez d'ouvrages ou d'articles de référence ou si vous connaissez des sites web de qualité traitant du thème abordé ici, merci de compléter l'article en donnant les références utiles à sa vérifiabilité et en les liant à la section « Notes et références ».
La dix-septième saison de La France a un incroyable talent, émission française de divertissement, est diffusée tous les mardis à partir du 18 octobre au 20 décembre 2022 sur M6 de 21 h 5 à 23 h 10.

## Présentatrice et jury
Le jury reste inchangé par rapport à la saison 16, et se compose de :
- Éric Antoine, magicien-humoriste ;
- Hélène Ségara, chanteuse ;
- Marianne James, chanteuse et comédienne ;
- Sugar Sammy, humoriste.

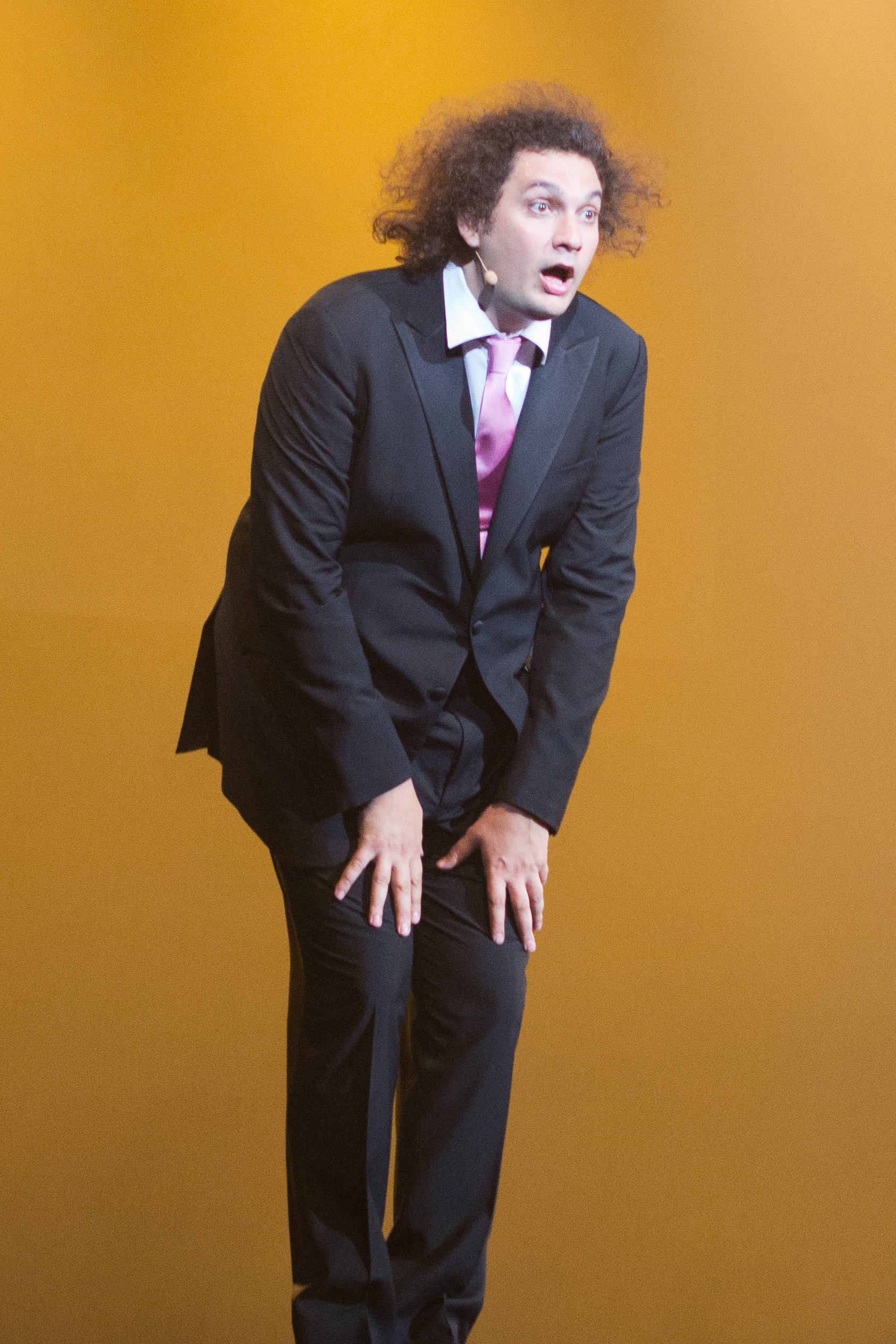
Éric Antoine
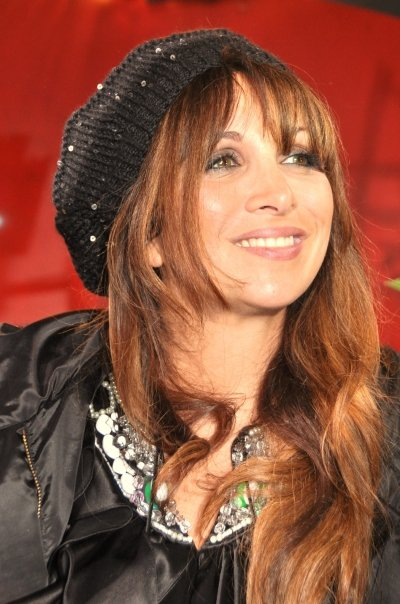
Hélène Ségara
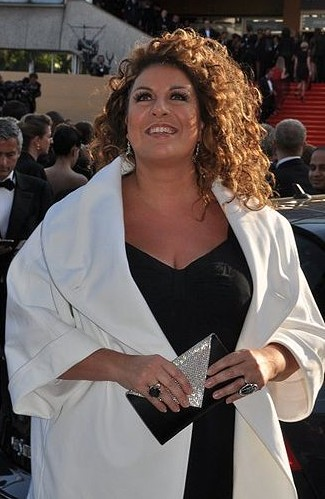
Marianne James
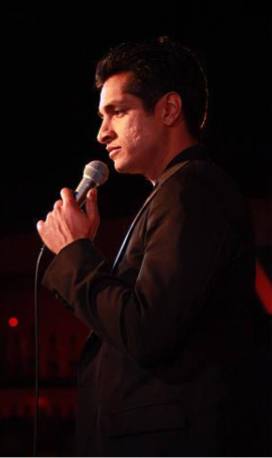
Sugar Sammy

L'émission est présentée par Karine Le Marchand.

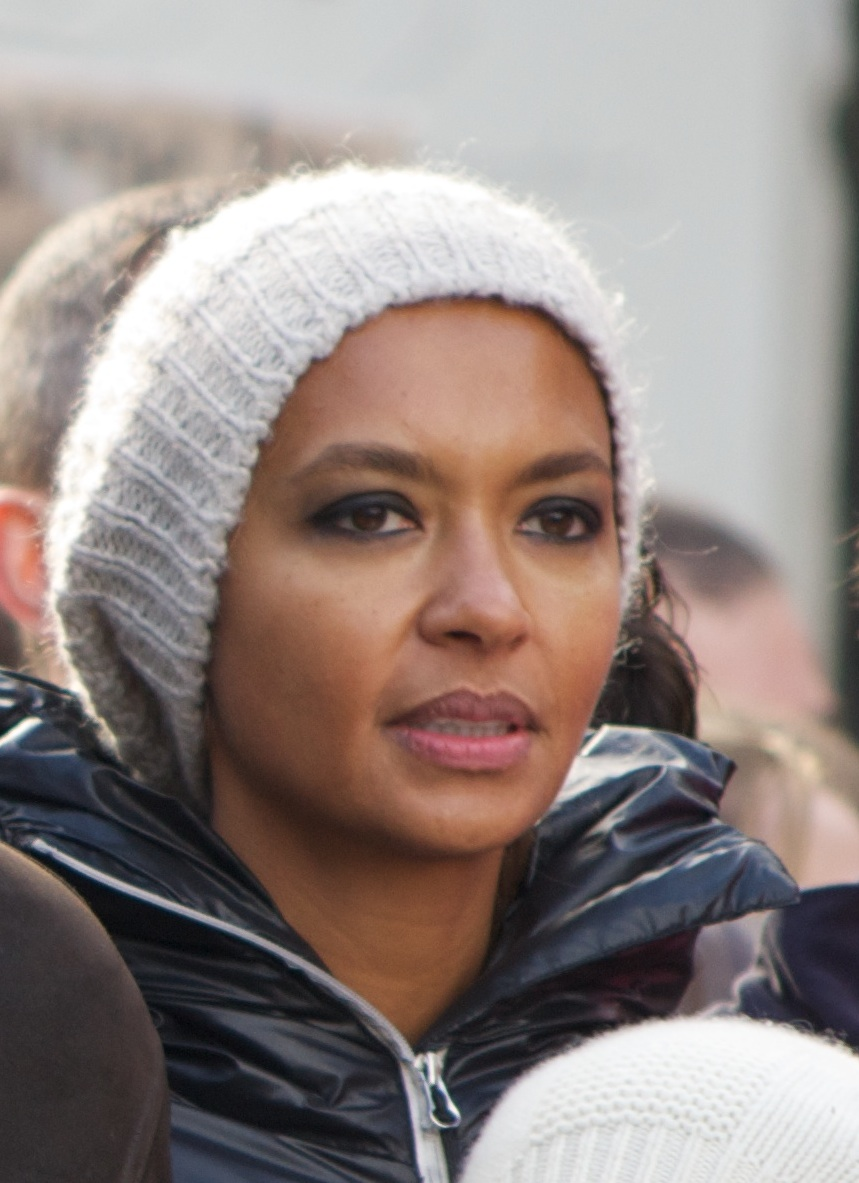
Karine Le Marchand

Lors des demi-finales, un cinquième juge rejoint le jury initial :
- Kyan Khojandi, humoriste, pour la 1re demi-finale[1] ;
- André Manoukian, auteur-compositeur et pianiste, pour la 2e demi-finale

## Émissions

### Auditions et qualifications
- Si vous ne connaissez pas le sujet, laissez ce bandeau (vous pouvez alors contacter les auteurs).
- Si vous supprimez le contenu mis en cause (vous pouvez préalablement contacter les auteurs),

argumentez précisément cette suppression dans la page de discussion
(un manque de référence n'est pas un argument ; une recherche réelle de référence doit avoir été effectuée, être formellement documentée).
Le "golden buzzer" mis en place depuis la saison 9, est toujours présent pour cette dix-septième saison. Si l'un des jurés ou l'animatrice l'active, il envoie le (ou les) candidat(e)s directement en finale. Une nouvelle règle est mise en place pour cette saison : si le jury n'est pas d'accord sur la prestation d'un candidat (2 oui ; 2 non), c'est alors au public présent dans la salle de décider si celui-ci mérite ou non de poursuivre l'aventure.
| Légende | Golden buzzer (finale) | Buzzer actionné |

#### Émission 1: 18 octobre 2022
| Ordre                             | Nom (âge)                                     | Numéro                              | Buzz et choix du jury | Buzz et choix du jury | Buzz et choix du jury | Buzz et choix du jury | Résultat                                          |
| Ordre                             | Nom (âge)                                     | Numéro                              | Sammy                 | Marianne              | Hélène                | Éric                  | Résultat                                          |
| --------------------------------- | --------------------------------------------- | ----------------------------------- | --------------------- | --------------------- | --------------------- | --------------------- | ------------------------------------------------- |
| 1                                 | Scooter Boys (7-11 ans)                       | Équipe de cascadeurs de trottinette |                       | refusé                |                       |                       | Qualifiés                                         |
| 2                                 | Ramadhani Brothers (26 et 36 ans)             | Acrobates                           |                       |                       |                       |                       | Qualifiés                                         |
| 3                                 | Neodance Academy (13-32 ans)                  | Groupe de dance                     |                       |                       |                       |                       | Qualifiés                                         |
| 4                                 | Momo One (50 ans)                             | Jongleur de ciseaux                 | refusé                | refusé                | refusé                | refusé                | Éliminé                                           |
| 5                                 | BIKOON!                                       | Acte de nouveauté                   | refusé                |                       |                       | refusé                | Éliminé (vote du public)                          |
| 6                                 | TontonBallons (48 ans)                        | Modèles de ballons                  |                       |                       |                       |                       | Qualifié                                          |
| 7                                 | The Lyon Black (27 ans)                       | Danseur                             |                       |                       |                       |                       | Qualifié                                          |
| 8                                 | Alain Simonov (21 ans)                        | Magicien                            |                       |                       |                       |                       | Qualifié                                          |
| 9                                 | Sandra Costa et Remi Bauchmann (32 et 52 ans) | Opéra et accordéon                  | refusé                | refusé                | refusé                | refusé                | Éliminés                                          |
| 10                                | Duo Gemini (30 ans)                           | Danseurs Acrobatiques               |                       |                       |                       |                       | Qualifiées                                        |
| 11                                | Angel Light (29-40 ans)                       | Robots danseurs                     | refusé                | refusé                | refusé                | refusé                | Éliminés                                          |
| 12                                | Rayane (15 ans),                              | Pianiste                            |                       |                       | accepté               |                       | Qualifié (Finale) (Golden buzzer d'Hélène Ségara) |
| 13                                | Sébastien Lhopital (44 ans)                   | Chanteur de comédie                 | refusé                |                       |                       |                       | Qualifié                                          |
| 14                                | Marco Tempest & Les Dronisos (27-57 ans)      | Spectacle de drones                 |                       |                       |                       |                       | Qualifiés                                         |
| Nombre de buzz par membre du jury | Nombre de buzz par membre du jury             | Nombre de buzz par membre du jury   | 5 buzz                | 4 buzz                | 3 buzz                | 4 buzz                | 16 buzz / 56                                      |

#### Émission 2: 25 octobre 2022
| Ordre                             | Nom (âge)                           | Numéro                            | Buzz et choix du jury | Buzz et choix du jury | Buzz et choix du jury | Buzz et choix du jury | Résultat                                         |
| Ordre                             | Nom (âge)                           | Numéro                            | Sammy                 | Marianne              | Hélène                | Éric                  | Résultat                                         |
| --------------------------------- | ----------------------------------- | --------------------------------- | --------------------- | --------------------- | --------------------- | --------------------- | ------------------------------------------------ |
| 1                                 | Ferdinand Le Magicien (13 ans)      | Magicien                          |                       |                       |                       |                       | Qualifié                                         |
| 2                                 | Océane Thomas (25 ans)              | Chanteuse de heavy metal          |                       |                       |                       |                       | Qualifiée                                        |
| 3                                 | Kevin Quantum (42 ans)              | Pendule de feu                    |                       |                       |                       |                       | Qualifié                                         |
| 4                                 | Jacques Husdens Zumba Gold (80 ans) | Danseur                           | refusé                | refusé                | refusé                | refusé                | Éliminé                                          |
| 5                                 | Les Potes Freestyler (31-32 ans)    | Freestyle motocross / quad        |                       |                       |                       |                       | Qualifiés                                        |
| 6                                 | Kimi (16 ans)                       | Acrobate                          |                       |                       |                       |                       | Qualifié                                         |
| 7                                 | Hopfit Dance (8-17 ans)             | Groupe de trampolines             | refusé                | refusé                | refusé                | refusé                | Éliminés                                         |
| 8                                 | TOMASMR (18 ans)                    | ASMR                              | refusé                | refusé                | refusé                | refusé                | Éliminé                                          |
| 9                                 | Antino Pansa (22 ans)               | Corde tendue                      |                       |                       |                       |                       | Qualifié                                         |
| 10                                | George & Dimas (28 et 29 ans)       | Danse                             |                       |                       |                       |                       | Qualifiés (vote du public)                       |
| 11                                | Jean-Michel Martel (30 ans)         | Diaporama comique                 |                       |                       |                       |                       | Qualifié                                         |
| 12                                | Idriss Show (34 ans)                | Acrobaties sur un hoverboard      |                       | refusé                |                       |                       | Éliminé                                          |
| 13                                | NSM (28 et 30 ans)                  | Rappeurs                          | refusé                | refusé                |                       | refusé                | Éliminé                                          |
| 14                                | Antigravity Show (25 ans)           | Interprète multimédia             | accepté               |                       |                       |                       | Qualifié (Finale) (Golden buzzer de Sugar Sammy) |
| Nombre de buzz par membre du jury | Nombre de buzz par membre du jury   | Nombre de buzz par membre du jury | 4 buzz                | 5 buzz                | 3 buzz                | 4 buzz                | 16 buzz / 56                                     |

#### Émission 3:1ernovembre 2022
| Ordre                             | Nom (âge)                             | Numéro                                 | Buzz et choix du jury | Buzz et choix du jury | Buzz et choix du jury | Buzz et choix du jury | Buzz et choix du jury | Résultat                                                |
| Ordre                             | Nom (âge)                             | Numéro                                 | Sammy                 | Marianne              | Hélène                | Éric                  | Karine                | Résultat                                                |
| --------------------------------- | ------------------------------------- | -------------------------------------- | --------------------- | --------------------- | --------------------- | --------------------- | --------------------- | ------------------------------------------------------- |
| 1                                 | Nouille (?)                           | Chant (artiste virtuel)                |                       |                       |                       |                       |                       | Qualifié                                                |
| 2                                 | Hayford king of balance (33 ans)      | Équilibre                              |                       |                       |                       |                       |                       | Qualifié                                                |
| 3                                 | Jean Lorilleux (22 ans),              | Musique avec le crissement d'un ballon | refusé                |                       | refusé                | refusé                |                       | Éliminé                                                 |
| 4                                 | Adrien Quillien (34 ans)              | Magie                                  |                       |                       |                       |                       |                       | Qualifié                                                |
| 5                                 | Charlotte (99 ans)                    | Yoga                                   | refusé                |                       |                       |                       |                       | Qualifiée                                               |
| 6                                 | Óscar et Tifany González (27 ans)     | Danse et acrobaties                    |                       |                       |                       |                       |                       | Qualifiés                                               |
| 7                                 | Franck Lauret (54 ans)                | Lavage de vitres                       | refusé                |                       | refusé                |                       |                       | Éliminé                                                 |
| 8                                 | Magdanse (12-19 ans)                  | Danse                                  |                       |                       |                       |                       |                       | Qualifiés                                               |
| 9                                 | Sandou (33 ans)                       | Transformisme                          | refusé                | refusé                |                       | refusé                |                       | Éliminé                                                 |
| 10                                | Duo des articulés (31 et 33 ans)      | Acrobaties et contorsion               |                       |                       |                       |                       |                       | Qualifiés                                               |
| 11                                | Clément (18 ans)                      | Musique avec claquements de doigts     |                       |                       |                       |                       |                       | Éliminé                                                 |
| 12                                | Alexis Couvelaere (35 ans)            | Chant                                  |                       |                       |                       |                       | accepté               | Qualifié (Finale) (Golden buzzer de Karine Le Marchand) |
| 13                                | Blønd and Blönd and Blónd (38-48 ans) | Chant / Humour                         |                       |                       |                       |                       |                       | Qualifiés                                               |
| 14                                | Danny ZZZZ (52 ans)                   | Escapologie                            |                       |                       |                       |                       |                       | Qualifié                                                |
| Nombre de buzz par membre du jury | Nombre de buzz par membre du jury     | Nombre de buzz par membre du jury      | 4 buzz                | 1 buzz                | 2 buzz                | 2 buzz                |                       | 9 buzz / 56                                             |

#### Émission 4: 8 novembre 2022
| Ordre                             | Nom (âge)                           | Numéro                            | Buzz et choix du jury | Buzz et choix du jury | Buzz et choix du jury | Buzz et choix du jury | Résultat                                          |
| Ordre                             | Nom (âge)                           | Numéro                            | Sammy                 | Marianne              | Hélène                | Éric                  | Résultat                                          |
| --------------------------------- | ----------------------------------- | --------------------------------- | --------------------- | --------------------- | --------------------- | --------------------- | ------------------------------------------------- |
| 1                                 | Kieran et Romain (21 et 26 ans)     | Moto                              |                       |                       |                       |                       | Qualifié                                          |
| 2                                 | Orilia (24 ans)                     | Musique                           |                       |                       |                       |                       | Qualifiée                                         |
| 3                                 | DJ Matafan (34 ans)                 | Rap                               | refusé                |                       | refusé                |                       | Éliminé                                           |
| 4                                 | Eventi Verticali (33-35 ans)        | Danse aérienne et ruban aérien    |                       |                       |                       |                       | Qualifiés                                         |
| 5                                 | Emmanuel Perfetti (58 ans)          | Chant                             |                       |                       |                       |                       | Qualifié                                          |
| 6                                 | Mallakhamb Artist India (25-28 ans) | Mallakhamb                        |                       |                       |                       |                       | Qualifiés                                         |
| 7                                 | DJ Crêpe (49 ans)                   | Gastronomie                       | refusé                | refusé                | refusé                | refusé                | Éliminé                                           |
| 8                                 | Scrimmage People (29-52 ans)        | Danse                             | refusé                | refusé                | refusé                | refusé                | Éliminés                                          |
| 9                                 | Angie (44 ans)                      | Chant                             |                       |                       |                       |                       | Qualifiée                                         |
| 10                                | Manuel-Jonglissimo (36 ans)         | Jonglage et technologie           |                       |                       |                       |                       | Qualifié (vote du public)                         |
| 11                                | Olivia Venner (27 ans)              | Rope dart                         |                       |                       |                       |                       | Qualifiée                                         |
| 12                                | Neska Crew (10-13 ans)              | Danse                             |                       |                       |                       |                       | Qualifiés                                         |
| 13                                | Kévin Beproud (32 ans)              | Hip-hop                           |                       |                       |                       |                       | Qualifié                                          |
| 14                                | Circus Baobab (21-32 ans)           | Acrobaties                        |                       |                       |                       | accepté               | Qualifiés (Finale) (Golden buzzer d'Éric Antoine) |
| 15                                | Mad'moiselle Agathe (30 ans)        | Saxophone                         | refusé                |                       | refusé                | refusé                | Éliminée                                          |
| 16                                | Karina (10 ans)                     | Danse                             |                       |                       |                       |                       | Qualifiée                                         |
| 17                                | Canhead (en) (53 ans)               | Peau grasse                       |                       |                       |                       |                       | Éliminé                                           |
| 18                                | Sacred Riana (en) (30 ans)          | Magie                             |                       |                       |                       |                       | Qualifié                                          |
| 19                                | Dr Beatrice Mcqueef (40 ans),       | Flûte jouée avec le vagin         | refusé                |                       | refusé                |                       | Éliminée (vote du public)                         |
| Nombre de buzz par membre du jury | Nombre de buzz par membre du jury   | Nombre de buzz par membre du jury | 5 buzz                | 2 buzz                | 5 buzz                | 3 buzz                | 15 buzz / 76                                      |

#### Émission 5: 15 novembre 2022
| Ordre                             | Nom (âge)                                                    | Numéro                             | Buzz et choix du jury | Buzz et choix du jury | Buzz et choix du jury | Buzz et choix du jury | Résultat                                            |
| Ordre                             | Nom (âge)                                                    | Numéro                             | Sammy                 | Marianne              | Hélène                | Éric                  | Résultat                                            |
| --------------------------------- | ------------------------------------------------------------ | ---------------------------------- | --------------------- | --------------------- | --------------------- | --------------------- | --------------------------------------------------- |
| 1                                 | Jazz Gold Feet (12 et 19 ans)                                | Danse                              |                       |                       |                       |                       | Qualifiés                                           |
| 2                                 | Duo Dádiva (24 et 40 ans)                                    | Acrobaties sur un rola bola        |                       |                       |                       |                       | Qualifiés                                           |
| 3                                 | Shanelly Carrington (41 ans)                                 | Chant                              | refusé                |                       |                       | refusé                | Éliminée                                            |
| 4                                 | Lionel (39 ans)                                              | Magie                              |                       |                       |                       |                       | Qualifié                                            |
| 5                                 | Tulga (37 ans)                                               | Acte de force                      |                       |                       |                       |                       | Qualifié                                            |
| 6                                 | Louis Lamer (23 ans)                                         | Boule d'équilibre                  |                       |                       |                       |                       | Qualifié                                            |
| 7                                 | The Empire Company (15-25 ans)                               | Danse                              |                       |                       |                       |                       | Qualifiés                                           |
| 8                                 | Frenchycaps (27 ans)                                         | Ouverture de bouteilles            | refusé                | refusé                | refusé                | refusé                | Éliminé                                             |
| 9                                 | Boyon Boyon (38 et 39 ans)                                   | Yoyo                               |                       |                       |                       |                       | Éliminés (vote du public)                           |
| 10                                | Résidence Yves Blanchot (19-92 ans)                          | Slam                               | refusé                |                       | refusé                | refusé                | Éliminé                                             |
| 11                                | Paula Malik (46 ans)                                         | Musique avec des animaux grinçants | refusé                |                       |                       |                       | Qualifiée                                           |
| 12                                | Enzo Pèbre (21 ans)                                          | Cerceau aérien                     |                       | accepté               |                       |                       | Qualifié (Finale) (Golden buzzer de Marianne James) |
| 13                                | Compagnie Gérard Gérard et Rhapsodies Nomades (36 et 47 ans) | Évocation de Johnny Hallyday       | refusé                |                       |                       |                       | Éliminés                                            |
| 14                                | Kaavia (21 et 25 ans)                                        | Chant                              |                       |                       |                       |                       | Qualifié                                            |
| 15                                | Jibna (31 ans)                                               | Stand-up                           |                       |                       |                       |                       | Qualifié                                            |
| 16                                | Auzzy Blood (26 ans)                                         | Fakir                              |                       |                       | refusé                |                       | Qualifié                                            |
| Nombre de buzz par membre du jury | Nombre de buzz par membre du jury                            | Nombre de buzz par membre du jury  | 5 buzz                | 1 buzz                | 3 buzz                | 3 buzz                | 12 buzz / 64                                        |

#### Émission 6: 25 novembre 2022
| Ordre                             | Nom (âge)                                     | Numéro                                        | Buzz et choix du jury | Buzz et choix du jury | Buzz et choix du jury | Buzz et choix du jury | Résultat                  |
| Ordre                             | Nom (âge)                                     | Numéro                                        | Sammy                 | Marianne              | Hélène                | Éric                  | Résultat                  |
| --------------------------------- | --------------------------------------------- | --------------------------------------------- | --------------------- | --------------------- | --------------------- | --------------------- | ------------------------- |
| 1                                 | Debbie Davis (63 ans)                         | Chant                                         |                       |                       |                       |                       | Qualifiée                 |
| 2                                 | Tango Aereo (43 et 44 ans)                    | Tango et acrobaties                           |                       |                       |                       |                       | Qualifiés                 |
| 3                                 | Basile (20 ans)                               | Jonglage                                      |                       |                       |                       |                       | Qualifié                  |
| 4                                 | Oskar et Gaspar (34-39 ans)                   | Mapping vidéo                                 |                       |                       |                       |                       | Éliminés                  |
| 5                                 | Seydouba Camara (38 ans)                      | Équilibre                                     | refusé                | refusé                |                       |                       | Éliminé                   |
| 6                                 | Polo et ses machines (44 ans)                 | Constructions en briques de Lego              |                       |                       |                       |                       | Qualifié                  |
| 7                                 | La mouche des marquises (36 ans)              | Maquillage                                    |                       |                       |                       |                       | Qualifiée                 |
| 8                                 | Little Finch (32 et 35 ans)                   | Filet aérien                                  |                       |                       |                       |                       | Qualifiés                 |
| 9                                 | Familio México (10-44 ans)                    | Danse                                         | refusé                |                       |                       | refusé                | Éliminés (vote du public) |
| 10                                | Liberator Horse Show (41 ans),                | Dressage de chevaux                           |                       |                       |                       |                       | Qualifié                  |
| 11                                | La P'tite Fumée (24-33 ans)                   | Concert de musique                            |                       |                       |                       |                       | Qualifiés                 |
| 12                                | Francis Blondin (40 ans)                      | Mémorisation rapide, jonglage et Rubik's Cube |                       |                       |                       |                       | Qualifié                  |
| 13                                | Denis Marc (70 ans)                           | Carré magique                                 | refusé                |                       |                       |                       | Qualifié                  |
| 14                                | M.R.S (18 ans)                                | Rap                                           |                       |                       |                       |                       | Qualifié                  |
| 15                                | Andrea M.                                     | Hula-hoop                                     |                       |                       |                       |                       | Éliminée                  |
| 16                                | Ichikawa Koikuchi (41 ans)                    | Pétomane                                      | refusé                | refusé                | refusé                |                       | Éliminé                   |
| 17                                | César (9 ans)                                 | Rap                                           |                       |                       |                       |                       | Qualifié                  |
| 18                                | Apollo Jackson (29 ans)                       | Escapologie                                   |                       |                       |                       |                       | Qualifié                  |
| 19                                | Michel Fourcade et Ze Princess (51 et 52 ans) | Chant                                         | refusé                |                       | refusé                | refusé                | Éliminés                  |
| 20                                | Philippe Ducasse (30 ans)                     | Bâton de contact                              | refusé                | refusé                |                       | refusé                | Qualifié (vote du public) |
| 21                                | Kevin IronHands Taylor (54 ans)               | Casseur de briques                            |                       |                       |                       |                       | Qualifié                  |
| Nombre de buzz par membre du jury | Nombre de buzz par membre du jury             | Nombre de buzz par membre du jury             | 6 buzz                | 3 buzz                | 2 buzz                | 3 buzz                | 14 buzz / 84              |

### Demi-finales et finale

#### 1redemi-finale: 29 novembre 2022
| Ordre                             | Nom (âge)                                | Numéro                            | Buzz et choix du jury | Buzz et choix du jury | Buzz et choix du jury | Buzz et choix du jury | Buzz et choix du jury | Résultat                                   |
| Ordre                             | Nom (âge)                                | Numéro                            | Sammy                 | Marianne              | Kyan                  | Hélène                | Éric                  | Résultat                                   |
| --------------------------------- | ---------------------------------------- | --------------------------------- | --------------------- | --------------------- | --------------------- | --------------------- | --------------------- | ------------------------------------------ |
| 1                                 | Neodance Academy (13-31 ans)             | Danse                             |                       |                       |                       |                       |                       | Éliminés                                   |
| 2                                 | Duo Dádiva (24 et 40 ans)                | Acrobaties sur un rola bola       |                       |                       |                       |                       |                       | Éliminés                                   |
| 3                                 | Orilia (24 ans)                          | Musique et chant                  |                       |                       |                       |                       |                       | Qualifiée                                  |
| 4                                 | Adrien Quillien (34 ans)                 | Magie                             |                       | Refusé                |                       |                       |                       | Éliminé                                    |
| 5                                 | The Lyon Black (27 ans)                  | Musculation                       |                       |                       |                       |                       |                       | Éliminé                                    |
| 6                                 | Marco Tempest & Les Dronisos (27-57 ans) | Spectacle de drones               |                       |                       |                       |                       |                       | Qualifiés                                  |
| 7                                 | Jean-Michel Martel (30 ans)              | Humour                            |                       |                       |                       |                       |                       | Éliminé                                    |
| 8                                 | Óscar et Tifany González (27 ans)        | Danse et acrobaties               |                       |                       | accepté               |                       |                       | Qualifiés (Golden buzzer de Kyan Khojandi) |
| 9                                 | TontonBallons (48 ans)                   | Modèles de ballons                |                       |                       |                       |                       |                       | Éliminé                                    |
| 10                                | Kaavia (21 et 25 ans)                    | Chant                             |                       |                       |                       |                       |                       | Éliminées                                  |
| 11                                | Duo des articulés (31 et 33 ans)         | Acrobaties et contorsion          |                       |                       |                       |                       |                       | Qualifiés                                  |
| 12                                | Hayford king of balance (33 ans)         | Équilibre                         |                       |                       |                       |                       |                       | Éliminé                                    |
| 13                                | Blønd and Blönd and Blónd (38-48 ans)    | Chant                             | Refusé                |                       |                       |                       |                       | Éliminé                                    |
| Nombre de buzz par membre du jury | Nombre de buzz par membre du jury        | Nombre de buzz par membre du jury | 1 buzz                | 1 buzz                | 0 buzz                | 0 buzz                | 0 buzz                | 2 buzz / 52                                |

#### 2edemi-finale: 6 décembre 2022
| Ordre                             | Nom (âge)                         | Numéro                            | Buzz et choix du jury | Buzz et choix du jury | Buzz et choix du jury | Buzz et choix du jury | Buzz et choix du jury | Résultat                                     |
| Ordre                             | Nom (âge)                         | Numéro                            | Sammy                 | Marianne              | André                 | Hélène                | Éric                  | Résultat                                     |
| --------------------------------- | --------------------------------- | --------------------------------- | --------------------- | --------------------- | --------------------- | --------------------- | --------------------- | -------------------------------------------- |
| 1                                 | Ramadhani Brothers (26 et 36 ans) | Acrobaties                        |                       |                       |                       |                       |                       | Qualifiés                                    |
| 2                                 | Angie (44 ans)                    | Chant                             |                       |                       |                       |                       |                       | Éliminée                                     |
| 3                                 | Ferdinand le magicien (14 ans)    | Magie                             |                       |                       |                       |                       |                       | Éliminé                                      |
| 4                                 | Magdanse (12-19 ans)              | Danse                             |                       |                       |                       |                       |                       | Éliminés                                     |
| 5                                 | Duo Gemini (30 ans)               | Mât pendulaire                    |                       |                       |                       |                       |                       | Qualifiées                                   |
| 6                                 | Les Potes Freestyler (31-32 ans)  | Freestyle motocross / quad        |                       |                       |                       |                       |                       | Éliminés                                     |
| 7                                 | Kimi (17 ans)                     | Danse et acrobaties               |                       |                       |                       |                       |                       | Éliminé                                      |
| 8                                 | Basile (20 ans)                   | Jonglage                          |                       |                       |                       |                       |                       | Éliminé                                      |
| 9                                 | La P'tite Fumée (24-33 ans)       | Concert de musique                |                       |                       | accepté               |                       |                       | Qualifiés (Golden buzzer d' André Manoukian) |
| 10                                | Nouille (Mickaël Dos Santos)      | Chant                             |                       |                       |                       |                       |                       | Qualifié                                     |
| 11                                | Sacred Riana (30 ans)             | Magie                             |                       |                       |                       |                       |                       | Éliminé                                      |
| 12                                | George & Dimas (28 et 29 ans)     | Danse                             |                       |                       |                       |                       |                       | Éliminés                                     |
| 13                                | Sébastien Lhopital (44 ans)       | Chanteur de comédie               | Refusé                |                       |                       | Refusé                |                       | Éliminé                                      |
| Nombre de buzz par membre du jury | Nombre de buzz par membre du jury | Nombre de buzz par membre du jury | 1 buzz                | 0 buzz                | 0 buzz                | 1 buzz                | 0 buzz                | 2 buzz / 52                                  |

#### Finale: 20 décembre 2022
13 candidats se sont qualifiés au cours de cette saison pour cette finale :
7 Golden Buzzer : Rayane (Hélène);  Antigravity Show (Sammy); Alexis Couvelaere (Karine);  Circus Baobab (Eric); Enzo Pèbre (Marianne),  Óscar & Tifany González (Kyan); La P'tite Fumée (André)
6 candidats : Orilia;  Marco Tempest & les Dronisos; Duo des articulés;  Ramadhani Brothers;  Duo Gemini; Mickaël Dos Santos
| Classement | Ordre de passage | Nom (âge)                                | Numéro                   |
| ---------- | ---------------- | ---------------------------------------- | ------------------------ |
| NC         | 1                | Marco Tempest & les Dronisos (27-57 ans) | Spectacle de drones      |
| 1er        | 2                | Rayane (15 ans)                          | Piano                    |
| NC         | 3                | Ramadhani Brothers (26 et 36 ans)        | Acrobaties               |
| NC         | 4                | La P'tite Fumée (24-33 ans)              | Concert de musique       |
| NC         | 5                | Óscar & Tifany González (27 ans)         | Danse et acrobaties      |
| 5e         | 6                | Alexis Couvelaere (35 ans)               | Chant                    |
| 2e         | 7                | Duo Gemini (30 ans)                      | Mât pendulaire           |
| NC         | 8                | Circus Baobab (21-32 ans)                | Acrobaties               |
| 4e         | 9                | Orilia (24 ans)                          | Chant                    |
| NC         | 10               | Antigravity Show (25 ans)                | Interprète multimédia    |
| 3e         | 11               | Enzo Pèbre (21 ans)                      | Cerceau aérien           |
| NC         | 12               | Mickaël Dos Santos & Nouille (27 ans)    | Chant                    |
| NC         | 13               | Duo des articulés (31 et 33 ans)         | Acrobaties et contorsion |

## Audiences
| Épisode | Date de diffusion                           | Audience moyenne          | Audience moyenne | Audience moyenne | Classement des audiences de la soirée | Références |
| Épisode | Date de diffusion                           | Nombre de téléspectateurs | PDM              | FRDA-50          | Classement des audiences de la soirée | Références |
| ------- | ------------------------------------------- | ------------------------- | ---------------- | ---------------- | ------------------------------------- | ---------- |
| 1       | Mardi 18 octobre 2022 (audition jour 1)     | 3 080 000                 | 16,7 %           | 27,2 %           | 2e                                    | [ 44 ]     |
| 2       | Mardi 25 octobre 2022 (audition jour 2)     | 3 180 000                 | 15,2 %           | 27,6 %           | 2e                                    | [ 45 ]     |
| 3       | Mardi 1er novembre 2022 (audition jour 3)   | 3 147 000                 | 15,5 %           | 25,8 %           | 2e                                    | [ 46 ]     |
| 4       | Mardi 8 novembre 2022 (audition jour 4)     | 3 062 000                 | 15,9 %           | 24 %             | 2e                                    | [ 47 ]     |
| 5       | Mardi 15 novembre 2022 (audition jour 5)    | 3 268 000                 | 16,6 %           | 29,3 %           | 2e                                    | [ 48 ]     |
| 6       | Vendredi 25 novembre 2022 (audition jour 6) | 2 709 000                 | 14,3 %           | 26,1 %           | 3e                                    | [ 49 ]     |
| 7       | Mardi 29 novembre 2022 (1re demi-finale)    | 2 497 000                 | 13,1 %           | 23,9 %           | 3e                                    | [ 50 ]     |
| 8       | Mardi 6 décembre 2022 (2e demi-finale)      | 2 480 000                 | 13,3 %           | 23,2 %           | 3e                                    | [ 51 ]     |
| 9       | Mardi 20 décembre 2022 (finale)             | 2 804 000                 | 15,6 %           | 21,8 %           | 3e                                    | [ 52 ]     |

Légende :
- Plus hauts chiffres d'audience
- Plus bas chiffres d'audience